# Intuition (film)
Ne doit pas être confondu avec   Intuitions (film, 2019).
Pour les articles homonymes, voir Intuition et Intuition (homonymie).
Pour plus de détails, voir Fiche technique et Distribution.
Intuition (La corazonada) est un thriller policier argentin écrit et réalisé par Alejandro Montiel et sorti en 2020. 
Le scénario du film, qui met en vedette Luisana Lopilato et Joaquín Furriel, est basé sur le roman La Vírgen en tus Ojos (La Vierge dans tes yeux) de Florencia Etcheves. Le film sert de préquelle au film Perdida de 2018. 
Il s'agit du premier film original argentin de Netflix,.
L'histoire suit Manuela Pelari, une inspectrice de police, qui enquête sur son chef soupçonné de meurtre tout en travaillant sur sa première grande affaire.

## Fiche technique
- Titre original : La corazonada
- Titre français : Intuition
- Réalisation : Alejandro Montiel
- Scénario : Alejandro Montiel
- Photographie :
- Montage :
- Musique :
- Production :
- Sociétés de production :
- Pays de production : Argentine
- Langue originale : espagnol
- Format : couleur
- Genre : Thriller
- Durée :
- Dates de sortie[3] :
  - Argentine : 2020

## Distribution
- Luisana Lopilato  : Manuela « Pipa » Pelari
- Joaquín Furriel  : Francisco Juánez
- Rafael Ferro  (es)  : procureur Emilio Roger
- Maite Lanata   : Minerva del Valle
- Juan Manuel Guilera   : Fito Lagos
- Abel Ayala (es)  : « Zorro » Galván
- Sebastián Mogordoy  (es)  : l’adjudant Ordóñez
- Delfina Chaves  (es)  : Gloriana Márquez
- Marita Ballesteros  (es)  : Inés Quesada

## Sortie
Le film est sorti le 28 mai 2020.

## Récompenses et distinctions
- « Intuition » ((en) récompenses), sur l'Internet Movie Database (consulté le 27 mars 2025)